# Armarolo
Armarolo (Armarôl in dialetto bolognese orientale) è una frazione del comune di Budrio, in provincia di Bologna.
Il toponimo “Armarolo” deriva da lama, che significa palude, pantano, infatti inizialmente si chiamava Lamarolo, poi assunse il nome attuale. Attualmente conserva una chiesa dedicata a Santa Margherita, del 1300, ristrutturata nel 1700, con affreschi del cinquecento. Il territorio era già bonificato nel 1200, e a quel tempo faceva parte della comunità di Bagnarola. Attualmente è la frazione più piccola di Budrio, e gravita sul comune di Minerbio.

## Infrastrutture e trasporti
Il servizio di trasporto pubblico ad Armarolo è assicurato dalle autocorse suburbane svolte dalla società TPER.
Fra il 1891 e il 1957 Armarolo ospitò una fermata della Tranvia Bologna-Malalbergo, intensamente utilizzata sia per il traffico pendolare fra la campagna e gli opifici bolognesi che per il trasporto delle barbabietole da zucchero, allora fra i principali prodotti agricoli della zona.